# Тополя, Тарас Владимирович
Тара́с Влади́мирович Топо́ля (укр. Тарас Володимирович Тополя; род. 21 июня 1987, Киев) — украинский певец, солист поп-группы «Антитела», молодёжный посол UNICEF на Украине, соучредитель благотворительного фонда «Свободные — ЮА», волонтёр. Доброволец Сил территориальной обороны ВС Украины, участник российско-украинской войны.

## Биография
Тарас Тополя родился и вырос в Киеве. С 6 лет начал заниматься музыкой, в том числе игрой на скрипке, пел в хоре при мужской хоровой капелле имени Ревуцкого. Учился в столичной гимназии № 48 на ул. Прорезной и в школе I — ІІІ степеней № 8. В старших классах школы создал группу, которую позже переформатировали и назвали «Антитела».
Учился в Академии МВДУ. В 2007 году получил высшее юридическое образование. Во время учёбы в академии он и «Антитела» приняли участие в телепроекте «Шанс». Тогда группа не победила, но Кузьма Скрябин сказал: «Если этих ребят выпустить на сцену, то многие уйдут на пенсию».
В 2008 году группа начала сотрудничество с продюсерским центром «Catapult Music». В 2010 году музыканты приняли решение о разрыве сотрудничества. С этого времени менеджментом группы занимаются клавишник группы «Антитела» Сергей Вусик и Тарас Тополя.

## Музыкальная деятельность
Соучредитель, фронтмен популярной музыкальной группы «Антитела», является автором и исполнителем.

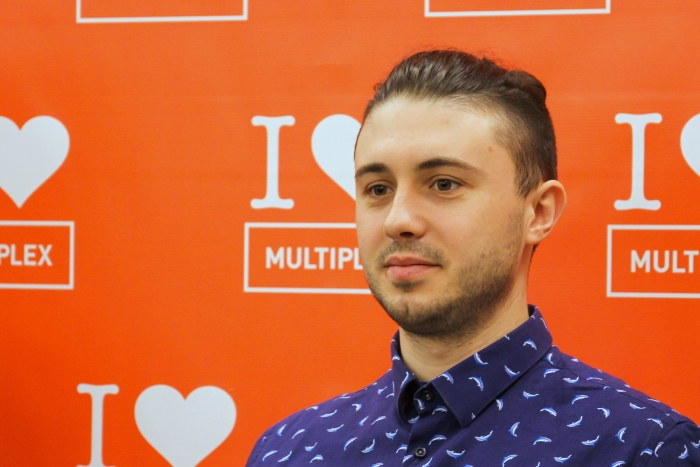
Тарас Тополя в 2017 году

В 2017 году группа «Антитела» отыграла масштабный тур «Сонце». Тур охватил около 50 городов Украины, один в Беларуси, семь городов в Америке и один в Канаде. В Украине это были не только областные центры, но и многие районные центры. Отыграв тур «Сонце», «Антитела» попали в Национальный реестр рекордов Украины, установив достижения в категории «Наибольшее количество городов, в которых состоялись концерты музыкального коллектива в рамках одного тура». За сто один день коллектив ознакомил с пластинкой четыре страны: Украину, Белоруссию, США и Канаду. Исполнители устроили 46 концертов, 26 из которых пришлись на март.
На концерте памяти Скрябина перепел его хит «Люди, як кораблі». Версия песни поразила слушателей и Тарас вместе записал студийную версию вместе с бэк-вокалисткой Скрябина Ольгой (Шпрот) Лизгуновой.
Выпустил альбомы «Будувуду», «Вибирай», «Над полюсами», «Все красиво», «Сонце», «Hello», «MLNL».

## Саундтреки к фильмам и сериалам
- «А я відкривав тебе» — саундтрек короткометражного фильма «Собачий вальс» (2011). Главная роль — Ада Роговцева.
- «Одинак» — главный саундтрек к одноимённому сериалу «Одиночка» (2017). В главной роли — Алексей Горбунов.
- TDME — главный саундтрек к сериалу «Школа» (2018), «Школа. Недетские игры» (2018), «Школа. Выпускной» (2019).
- «Лови момент» — саундтрек к фильму «11 детей из Моршина» (2018), телесериал «Школа» (2018).
- «Lego» — главный саундтрек полнометражного фильма «Я, ты, он, она» (2018).

## Общественная деятельность
В 2014 году с друзьями начал волонтерскую деятельность, основал благотворительный Фонд «Свободные ЮА». Благодаря фонду удалось собрать более 8 млн грн. Средства направлены на закупку медикаментов и средств защиты для украинских военных, а также на помощь населению.
В рамках статуса молодёжного посла UNICEF на Украине провел более 100 встреч с активной молодежью по всей стране. Инициировал и совместно с волонтерами воплотил в жизнь масштабную выставку «Ukraine Exist» в стенах штаб-квартиры ООН в Нью-Йорке. Деятельность продолжается.
После вторжения российских войск на Украину 24 февраля 2022 Тарас Тополя вместе с другими участниками группы «Антитела» записался в ряды Сил территориальной обороны Вооруженных Сил Украины.
В октябре 2024 года Тополя высказал позицию по поводу общения детей на русском языке в одной из киевских школ. В частности музыканта возмутил тот факт, что практически все дети в образовательном учреждении разговаривали на русском и не понимают важность перехода на родной язык.

## Награды
- 2019 — орден «За заслуги» 3-й степени[7]

## Семейное положение
В 2013 году женился на певице Елене Тополе, которая более известна как Alyosha. Вместе воспитывают двух сыновей — Марка и Романа, а также дочь Марию.